# إتش روبرت رينولدز
إتش روبرت رينولدز (بالإنجليزية: H. Robert Reynolds)‏ هو عالم موسيقى وملحن أمريكي، ولد في 10 أبريل 1934 في كانتون في الولايات المتحدة.

## وصلات خارجية
- الموقع الرسمي
- إتش روبرت رينولدز على موقع ميوزك برينز (الإنجليزية)
- إتش روبرت رينولدز على موقع ديسكوغز (الإنجليزية)